# GFSK
GFSK (Gaussian Frequency-Shift Keying) — вид частотной манипуляции (модуляции), при которой используется фильтр Гаусса для сглаживания частотных перестроек при изменении значения информационного символа. В случае, когда информационный символ принимает два значения, манипуляция называется двоичной. Двоичная GFSK используется в устройствах по технологиям DECT (индекс модуляции равен 0.5 — GMSK), Bluetooth (номинальный индекс модуляции равен 0.32), Cypress WirelessUSB, Nordic Semiconductor, Texas Instruments LPRF, Z-Wave и Wavenis. Для передачи по Bluetooth минимальная девиация частоты при изменении значения бита равна 115 кГц.

## Общее правило
Принцип работы модулятора GFSK похож на FSK, за исключением того, что сначала последовательность импульсов, соответствующих информационным символам (в простейшем случае — битам), проходит через фильтр Гаусса для сглаживания, что обеспечивает уменьшение ширины спектра сигналов, а после поступает в модулятор FSK. Фильтрация Гаусса — один из самых распространенных способов уменьшения ширины спектра.
Если символу -1 соответствует частота {\displaystyle f_{c}-f_{d}} и символу 1 — частота {\displaystyle f_{c}+f_{d}}, то при переходе от -1 к 1 или от 1 к -1 частота модулированного сигнала изменяется скачком, что приводит к появлению больших внеполосных излучений за пределами требуемой полосы частот сигналов. Если мы представим переход от -1 к 1 например так: -1, -0,98, -0,93 ..... 0,96, 0,99, 1, то, так как частота будет изменяться по такому же закону, то внеполосные излучения будут уменьшены.